# Moreno Ferrario
Moreno Luigi Ferrario (Lainate, 20 marzo 1959) è un allenatore di calcio ed ex calciatore italiano, di ruolo difensore.

## Carriera

### Giocatore
Cresciuto nel Varese, nel 1975, a 16 anni, entrò in prima squadra disputando due campionati di Serie B.
Dopo aver raccolto nella prima stagione 10 presenze, nella seconda diviene il titolare della squadra a soli 17 anni, totalizzando 30 presenze totali.
 Nell'estate del 1977 venne ingaggiato dal Napoli, riuscendo a conquistare il posto da titolare, che gli valse pochi mesi dopo l'esordio a 18 anni nella Nazionale Under-21, dove alla fine totalizzerà 16 presenze.

Ferrario in maglia napoletana nella stagione 1982-1983

Nella stagione 1980-81, il Napoli è protagonista di una straordinaria e palpitante lotta scudetto a tre con Roma e Juventus, grazie all’intuizione di Juliano che acquista Krol da una squadra canadese nel primo mercato riaperto agli stranieri; Krol, insieme a Bruscolotti e Ferrario, forma un terzetto difensivo tra i più forti del campionato sotto la guida di Marchesi, nuovo allenatore del Napoli. Ma proprio sul più bello proprio Ferrario mise fine ai sogni di gloria azzurri, con un’autorete incredibile nella sfida interna contro il derelitto Perugia, persa dal Napoli per 1-0.
Si riscattò pienamente partecipando da protagonista alla conquista dello scudetto del 1987, contribuendo con 29 presenze e una rete, decisiva nello scontro diretto con la Juventus vinto a Torino 3-1. Questa fu la sua unica rete su azione, essendo stato, tra il 1982 e il 1984, il primo rigorista del Napoli, ruolo abbandonato solo con l'arrivo in squadra nel campionato 1984-1985 di Diego Armando Maradona. Con i suoi rigori nella stagione 1983-1984 la squadra partenopea portò a casa la salvezza solo alla penultima giornata.
La sua lunga militanza con la maglia del Napoli terminò dopo 396 presenze complessive (quarto nella graduatoria delle presenze in maglia azzurra di tutti i tempi). Il 30 settembre del 1987 fece il suo esordio in Coppa dei Campioni in Real Madrid-Napoli 2-0, manifestazione in cui collezionò due presenze, le uniche in carriera. Vanta inoltre 10 presenze in Coppa UEFA.
Nel 1988, in seguito alla perdita dello scudetto da parte del Napoli, venne epurato dalla società partenopea insieme a Claudio Garella, Salvatore Bagni e Bruno Giordano, che si erano ribellati nei confronti dell'allenatore Ottavio Bianchi, e quindi ceduto alla Roma. Nella Roma, Moreno Ferrario conosce l’ultimo anno di Serie A della sua carriera, disputando solamente 12 gare con i romani.
Nell'estate del 1989 passò all'Avellino in Serie B, dove trovò anche gli ex compagni napoletani Francesco Baiano, Massimo Filardi, Costanzo Celestini e Giuseppe Taglialatela; rimarrà per due stagioni, sfiorando la promozione in Serie A. Successivamente difese prima i colori del Siena (1991-1992) e poi quelli della Carrarese. Qui tornò anche al gol in più di un'occasione.
Nell'estate del 1994 si trasferì in Serie C2 al Saronno del presidente Enrico Preziosi, dove fu allenato dal suo ex compagno di squadra Giuseppe Savoldi e chiuse la sua carriera con la promozione in Serie C1.

### Allenatore
Tornato in Lombardia, ha allenato il Verbania. Successivamente ha collaborato con il settore giovanile del Varese, diventando, nella stagione 2006-2007, l'allenatore della Berretti. Nella stagione 2009-2010 è stato l'allenatore dei Juniores della Gallaratese.
Dopo una parentesi come osservatore per conto del Novara, nel 2015 è entrato nello staff dello Spezia in qualità di collaboratore tecnico, lavorando con i Giovanissimi Nazionali. Nella stagione seguente è passato alla Primavera, diventando un collaboratore dell'allenatore Flavio Giampieretti. Nella stagione 2017-2018 ha mantenuto il suo incarico nella Primavera, passata sotto la guida di Riccardo Corallo.
Nella stagione 2018-2019 diventa uno dei tecnici delle giovanili del Legnano.
Dopo una parentesi come tecnico dell'Under-15, Under-16 e Under-18 del Lugano in Svizzera, nel 2024 torna al Legnano, rivestendo l'incarico di allenatore della Juniores Elite. L'8 novembre successivo viene rimpiazzato da Giuseppe Cuppari.
Il 17 settembre 2024, dopo l'esonero di Giuseppe Dicuonzo, gli viene affidata la panchina della prima squadra, fino all'arrivo del nuovo tecnico Cataldo. Alla giuda dei lilla, ha esordito il 18 settembre perdendo per 1-0 sul campo della Juvenes Pradalunghese, gara valida per la terza giornata della fase a gironi della Coppa Italia di Eccellenza.

## Statistiche

### Presenze e reti nei club
| Stagione         | Squadra          | Campionato       | Campionato | Campionato | Coppe nazionali | Coppe nazionali | Coppe nazionali | Coppe continentali | Coppe continentali | Coppe continentali | Altre coppe | Altre coppe | Altre coppe | Totale | Totale |
| Stagione         | Squadra          | Comp             | Pres       | Reti       | Comp            | Pres            | Reti            | Comp               | Pres               | Reti               | Comp        | Pres        | Reti        | Pres   | Reti   |
| ---------------- | ---------------- | ---------------- | ---------- | ---------- | --------------- | --------------- | --------------- | ------------------ | ------------------ | ------------------ | ----------- | ----------- | ----------- | ------ | ------ |
| 1975-1976        | Varese           | B                | 10         | 0          | CI              | 0               | 0               | -                  | -                  | -                  | -           | -           | -           | 10     | 0      |
| 1976-1977        | Varese           | B                | 30         | 0          | CI              | 4               | 0               | -                  | -                  | -                  | -           | -           | -           | 34     | 0      |
| Totale Varese    | Totale Varese    | Totale Varese    | 40         | 0          |                 | 4               | 0               |                    | -                  | -                  |             | -           | -           | 44     | 0      |
| 1977-1978        | Napoli           | A                | 28         | 0          | CI              | 9               | 0               | -                  | -                  | -                  | -           | -           | -           | 37     | 0      |
| 1978-1979        | Napoli           | A                | 28         | 0          | CI              | 7               | 0               | CU                 | 2                  | 0                  | -           | -           | -           | 37     | 0      |
| 1979-1980        | Napoli           | A                | 30         | 0          | CI              | 6               | 1               | CU                 | 4                  | 0                  | -           | -           | -           | 40     | 1      |
| 1980-1981        | Napoli           | A                | 29         | 0          | CI              | 4               | 0               | -                  | -                  | -                  | TC          | ?           | ?           | 33+    | 0+     |
| 1981-1982        | Napoli           | A                | 25         | 0          | CI              | 6               | 0               | CU                 | 2                  | 0                  | -           | -           | -           | 33     | 0      |
| 1982-1983        | Napoli           | A                | 30         | 4          | CI              | 8               | 2               | CU                 | 4                  | 0                  | -           | -           | -           | 42     | 6      |
| 1983-1984        | Napoli           | A                | 30         | 3          | CI              | 5               | 0               | -                  | -                  | -                  | -           | -           | -           | 35     | 3      |
| 1984-1985        | Napoli           | A                | 29         | 0          | CI              | 6               | 0               | -                  | -                  | -                  | -           | -           | -           | 35     | 0      |
| 1985-1986        | Napoli           | A                | 26         | 0          | CI              | 0               | 0               | -                  | -                  | -                  | TE          | ?           | ?           | 26+    | 0+     |
| 1986-1987        | Napoli           | A                | 29         | 1          | CI              | 12              | 0               | CU                 | 2                  | 0                  | -           | -           | -           | 43     | 1      |
| 1987-1988        | Napoli           | A                | 26         | 0          | CI              | 7               | 0               | CC                 | 2                  | 0                  | -           | -           | -           | 35     | 0      |
| Totale Napoli    | Totale Napoli    | Totale Napoli    | 310        | 8          |                 | 70              | 3               |                    | 16                 | 0                  |             | ?           | ?           | 396+   | 11+    |
| 1988-1989        | Roma             | A                | 12         | 0          | CI              | 0               | 0               | CU                 | 0                  | 0                  | -           | -           | -           | 12     | 0      |
| 1989-1990        | Avellino         | B                | 27         | 0          | CI              | 1               | 0               | -                  | -                  | -                  | -           | -           | -           | 27     | 0      |
| 1990-1991        | Avellino         | B                | 16         | 0          | CI              | 0               | 0               | -                  | -                  | -                  | -           | -           | -           | 16     | 0      |
| Totale Avellino  | Totale Avellino  | Totale Avellino  | 43         | 0          |                 | 1               | 0               |                    | -                  | -                  |             | -           | -           | 44     | 0      |
| 1991-1992        | Siena            | C1               | 24         | 0          | CI-C            | ?               | ?               | -                  | -                  | -                  | -           | -           | -           | 24     | 0      |
| 1992-1993        | Carrarese        | C1               | 31         | 2          | CI-C            | ?               | ?               | -                  | -                  | -                  | -           | -           | -           | 31+    | 2+     |
| 1993-1994        | Carrarese        | C1               | 30         | 0          | CI-C            | ?               | ?               | -                  | -                  | -                  | -           | -           | -           | 30+    | 0+     |
| Totale Carrarese | Totale Carrarese | Totale Carrarese | 61         | 2          |                 | ?               | ?               |                    | -                  | -                  |             | -           | -           | 61+    | 2+     |
| 1994-1995        | Saronno          | C2               | 4          | 0          | CI-C            | ?               | ?               | -                  | -                  | -                  | -           | -           | -           | 4+     | 0+     |
| Totale carriera  | Totale carriera  | Totale carriera  | 494        | 10         |                 | 75+             | 3+              |                    | 16                 | 0                  |             | ?           | ?           | 585+   | 13+    |

## Palmarès

### Giocatore
- Campionato italiano: 1

Napoli: 1986-1987
- Coppa Italia: 1

Napoli: 1986-1987